# Bicci
Bicci var en florentinsk konstnärsfamilj, av vilken tre medlemmar var målare.
Lorenzo di Bicci (ca 1350-1427) och hans son Bicci di Lorenzo (1372-1452) representerade den utdöende traditionen från Giotto, hos den senare uppblandad med lån från modernare konstnärer. Dennes son Neri di Bicci (1419-1491), i vars ateljé hanverksmässig tillverkning av altartavlor bedrevs, lånad främst sin stil från Filippo Lippi.